# 4118 Sveta
4118 Sveta este un asteroid din centura principală, descoperit pe 15 octombrie 1982 de Liudmila Juravliova.